# 陈晔
陈晔（?—?），又名昱，字日华，长乐（今福建境内）人。宋朝政治人物。

## 生平
庆元二年（1196年）知汀州，每年以郡帑钱二百贯助学，减官盐价以利平民。庆元四年（1198年）为广东提刑。嘉泰二年（1202年），任四川总领。开禧二年（1206年）五月，因“籴到粟麦不能觉察，以致粗恶，不堪支遣，有误军计”，貶三級，為沅州安置。